# Kralupy nad Vltavou (stacja kolejowa)
Kralupy nad Vltavou – stacja kolejowa w Kralupach nad Wełtawą, w kraju środkowoczeskim, w Czechach. Jest ważnym węzłem kolejowym o znaczeniu krajowym. Znajduje się na wysokości 180 m n.p.m.
Jest zarządzana przez Správę železnic. Na stacji znajdują się kasy biletowe, na których istnieje możliwość zakupu biletów na wszystkie pociągi w tym międzynarodowe oraz rezerwacji miejsc.

## Linie kolejowe
- 090 Kralupy nad Vltavou - Ústí nad Labem - Děčín
- 091 Praha - Kralupy nad Vltavou
- 092 Neratovice - Kralupy nad Vltavou
- 093 Kralupy nad Vltavou - Kladno
- 110 Kralupy nad Vltavou - Louny
- 111 Kralupy nad Vltavou - Velvary